# 大沢基恭
大沢 基恭（おおさわ もとやす）は、江戸時代後期の高家旗本。大沢基道の養子。通称は誠之助、兵庫助。

## 略歴
嘉永元年（1848年）12月27日、養父・基道の死去により家督を相続する。
嘉永2年（1849年）11月15日、12代将軍・徳川家慶に御目見する。表高家衆に列し、高家職に就くことはなかった。